# Пшимяркі (Стараховицький повіт)
Пшимяркі (пол. Przymiarki) — село в Польщі, у гміні Броди Стараховицького повіту Свентокшиського воєводства.
У 1975-1998 роках село належало до Келецького воєводства.